# Macaca munzala
Macaca munzala är en primat i släktet makaker som förekommer i nordöstra Indien. Arten beskrevs så sent som 2004. Artepitet munzala syftar på djurets namn hos regionens befolkning. Efter genetiska studier från 2011 föreslogs att arten bör listas som underart till assammakak (Macaca assamensis).
Arten upptäcktes i den indiska delstaten Arunachal Pradesh. Individerna bildar flockar av flera hannar och honor. De vistas i regioner som ligger 2000 till 3500 meter över havet. Området är täckt av tropiska lövskogar. Arten uppsöker även barrskogar, buskskogar och jordbruksmark.
Macaca munzala har en brun päls på ryggen och en ljusare till olivgrön päls på buken. Svansen är kortare än hos närbesläktade arter. Den är något kortare än halva kroppens (huvud och bål) längd. Ofta förekommer en mörkare strimma över ögonen. Artepitet munzala är det lokala trivialnamnet för djuret som är sammansatt av mun (skog) och zala (markatta).
Individerna vistas främst på marken och är aktiva på dagen. De äter frukter, blad, grönsaker och insekter som kompletteras med några små däggdjur.
Macaca munzala jagas för köttets skull och andra kroppsdelar används i den traditionella asiatiska medicinen.